# Michel Colombier
Ne doit pas être confondu avec Michel Colombier (1853-1922).
Pour les articles homonymes, voir Colombier.
Michel Colombier, né le 23 mai 1939 à Lyon 7e et mort le 14 novembre 2004, à Santa Monica aux États-Unis, est un compositeur de musiques de film et arrangeur français.

## Biographie

### Enfance et formation
Michel Jean Pierre Colombier, naît le 23 mai 1939, rue de Marseille dans le 7e arrondissement de Lyon, au sein d'une famille très mélomane,. Sa mère se souvenait qu'à l'âge de deux ans, le tout jeune Michel pleurait d'émotion quand il entendait la musique de Jean-Sébastien Bach diffusée à la radio,.
Natif de Lyon et décédé en 1996, son père Pierre Colombier a joué un rôle essentiel dans l'éducation du compositeur, même s'il n'a jamais voulu reconnaître la valeur du jazz ou de la musique pop. Quittant son village à l'âge de 17 ans, ce dernier a d'abord gagné sa vie en tant que cordonnier,. Il a ensuite travaillé dans une école de fabrication de souliers pour se payer des cours particuliers de violon afin de devenir lui-même un musicien professionnel. Passionné de musique classique, Pierre Colombier a fini par intégrer le Conservatoire de Lyon, avant d'apprendre le trombone et d'être recruté par l'orchestre du Théâtre de la Sinne à Mulhouse en tant que tromboniste en 1948. Fait prisonnier pendant la Seconde Guerre mondiale, il n'a pas pu voir grandir son fils, et quand il revint de captivité en mai 1945, il commença d'abord par vérifier si le jeune Michel, âgé de six ans, avait l'oreille absolue. Persuadé qu'il deviendra un brillant musicien, il lui enseigne le piano en l'astreignant à une discipline particulièrement sévère : le futur compositeur devait jouer trois heures les jours d'école et pas moins de huit heures chaque jeudi et tous les dimanches. En plus du piano, son père lui apprend également le contrepoint, l'harmonie et la direction d'orchestre, sans oublier l'art du plain-chant, ainsi que d'autres instruments comme l'orgue liturgique et le trombone,. Le garçon suivra tout de même un cursus plus académique en intégrant durant un an le conservatoire Huguette Dreyfus de Mulhouse à l'issue duquel il obtient un premier prix de piano. En dehors de Jean-Sébastien Bach, il est particulièrement sensible à l'esthétique romantique de Frédéric Chopin, un compositeur qui va beaucoup l'influencer. Dès l'adolescence, Michel Colombier s'intéresse aussi à l'improvisation puis, quelques années plus tard, il se passionne pour le jazz et commence à écrire ses premiers arrangements pour des combos et des big bands,,.
En 1958, juste après son service militaire, il entre au Conservatoire national supérieur de musique de Paris dans la classe supérieure de piano d'Aline van Barentzen. Mais à cause de ses absences répétées et de son peu d'enthousiasme pour les cours, il est renvoyé deux ans plus tard,.

### Débuts comme pianiste et arrangeur (1960-1963)

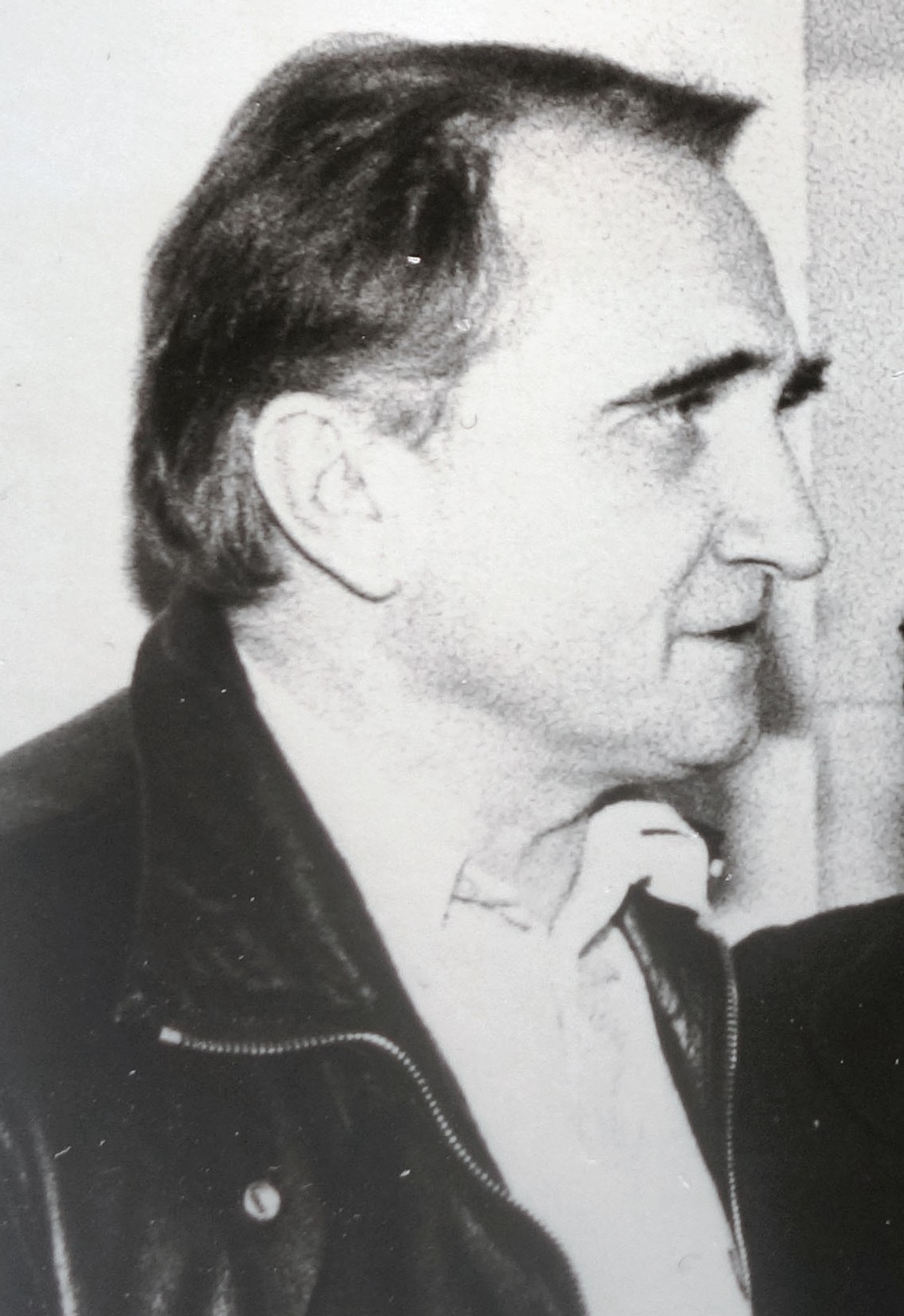
Il fut l'assistant de Michel Magne au début des années 1960.

En 1960, après son exclusion du conservatoire, Michel Colombier fait ses débuts comme pianiste à Paris dans des combos de jazz ainsi que dans le big band du percussionniste Benny Bennet. À cette époque, il accompagne aussi l'humoriste Raymond Devos et fait même un arrangement sur un titre du super 45 tours Le Disque officiel des 6 jours, enregistré l'année suivante par le compositeur et accordéoniste Francis Lai. Il joue parfois dans une discothèque située au rez-de-chaussée des studios Barclay et dans le cabaret Au Pichet du Tertre situé place du Tertre dans le quartier de Montmartre. C'est dans ce lieu très prisé de la faune artistique qu'il retrouvera son ami harpiste Jean-Claude Dubois, un ancien camarade de conservatoire, qui fondera une dizaine d'années plus tard, le Studio de la Grande Armée.
Grâce à Jean-Claude Dubois, il parvient à décrocher en août 1961 un poste de pianiste-répétiteur pour un spectacle du compositeur Michel Magne à l'Olympia,. Ce dernier, charmé par les idées audacieuses et le dynamisme du jeune homme, l'embauche d'abord comme pianiste puis comme assistant afin qu'il puisse l'aider dans les arrangements de ses musiques de films. En octobre 1961, il réalise son premier travail pour le cinéma en assistant Magne pour les orchestrations de la bande originale de Gigot, le clochard de Belleville réalisé par Gene Kelly et dont les thèmes musicaux avaient été composés par Jackie Gleason,. L'année suivante, il élabore les arrangements de nombreuses bandes originales de films populaires comme, entre autres, Un singe en hiver de Henri Verneuil ou Le Repos du guerrier de Roger Vadim. Ce dernier film comportait un thème néo-classique inspiré de la Passion selon saint Jean de Bach et un autre thème nettement plus moderne lorgnant du côté de l'esthétique jazz bebop,.
Puis, en juin 1962, Michel Magne présente Colombier à son vieil ami Eddie Barclay qui le recrute très vite comme directeur musical pour sa maison de disques,. À seulement vingt-trois ans, le jeune musicien, qui a arrêté sa collaboration avec Magne, a alors l'opportunité de réaliser les arrangements et orchestrations de The Time is Now, un album anglophone de Charles Aznavour produit par Quincy Jones et destiné au marché américain,. Multipliant les expériences, il travaille pour des artistes aussi différents que Jean-Jacques Debout, Sacha Distel, Danyel Gérard ou la chanteuse de jazz Chris Connor pour son album A Weekend in Paris, enregistré en 1963.

### Premiers travaux d'un «homme de l'ombre» (1963-1970)

#### Avec Serge Gainsbourg

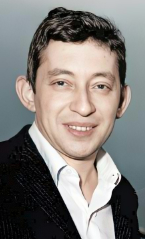
Son travail pour Serge Gainsbourg contribuera à sa renommée.

En 1963, l'arrangeur et chef d'orchestre Alain Goraguer décide de stopper sa collaboration avec Serge Gainsbourg, en lui recommandant de prendre contact avec Michel Colombier : « Je lui ai conseillé un jeune type très doué […] à l'aise dans la chanson comme dans la musique de film ».
De culture plus « pop » que son prédécesseur, Colombier permettra à Gainsbourg de se débarrasser de son étiquette de chanteur « rive gauche » et de toucher un public plus large. Il commence sa collaboration en écrivant en 1963 les arrangements de la musique du film Comment trouvez-vous ma sœur ? de Michel Boisrond, puis il réalise un important travail d'orchestration pour habiller les chansons de Gainsbourg pour plusieurs émissions de variété dont, entre autres, le Sacha Show. On lui doit aussi les arrangements de plusieurs succès de Brigitte Bardot comme Harley Davidson, Contact et Bonnie and Clyde . Il sera également le maître d'œuvre de la première mouture du sulfureux Je t'aime… moi non plus,.
À partir de 1966, Colombier et Gainsbourg décident d'unir leurs talents de compositeurs en co-signant plusieurs bandes originales de films comme Carré de dames pour un as de Jacques Poitrenaud ou L'Espion de Raoul Lévy, puis ils imaginent un thème instrumental pour L'Horizon de Jacques Rouffio, qui deviendra la célèbre chanson Élisa dont l'arrangement requiert pas moins de quatre pianos. Parmi leurs nombreuses productions, se détachent les partitions écrites pour Le Jardinier d'Argenteuil de Jean-Paul Le Chanois et la comédie musicale télévisuelle Anna de Pierre Koralnik, arrangée par Colombier,. En 1968, les deux hommes écrivent le Requiem pour un con, une chanson extraite du film Le Pacha de Georges Lautner, dont le breakbeat marquera plusieurs générations de musiciens, notamment dans le hip-hop et la pop internationale,. La même année, ils signent la bande originale de Manon 70 de Jean Aurel qui constitue sans doute l'un des sommets de leur collaboration,. Partition symphonique au lyrisme morose teinté parfois d'un subtil impressionnisme, Manon 70 sera totalement écourtée au mixage et il n'en restera qu'un infime fragment dans le film,. Néanmoins, Gainsbourg conservera la chanson titre Manon (prévue initialement pour le générique de fin et qu'il interprète lui-même) qui figurera sur l'album Jane Birkin - Serge Gainsbourg publié l'année suivante chez Fontana Records.
En fin d'année 1968, après un dernier travail en commun sur le loufoque Mister Freedom de William Klein (qui sort sur les écrans en janvier de l'année suivante), Michel Colombier décide d'arrêter leur collaboration afin de privilégier sa carrière personnelle. Par la suite, les deux hommes resteront amis, Gainsbourg écrira deux textes pour le premier album solo de Colombier, et les spectateurs retrouveront même leurs deux signatures à l'occasion de la revue Zizi je t'aime de Roland Petit avec Zizi Jeanmaire en 1972,.

Interrogé par Stéphane Lerouge à l'occasion d'une parution CD, le compositeur déclara : 

« Nos qualités respectives étaient vraiment complémentaires : sur la toile, Serge ébauchait le dessin, traçait les lignes, dressait les perspectives ; puis j'arrivais pour y rajouter les couleurs. Nous nous stimulions l'un et l'autre »

— Michel Colombier, Livret du CD Manon 70. 

#### Avec Barbara

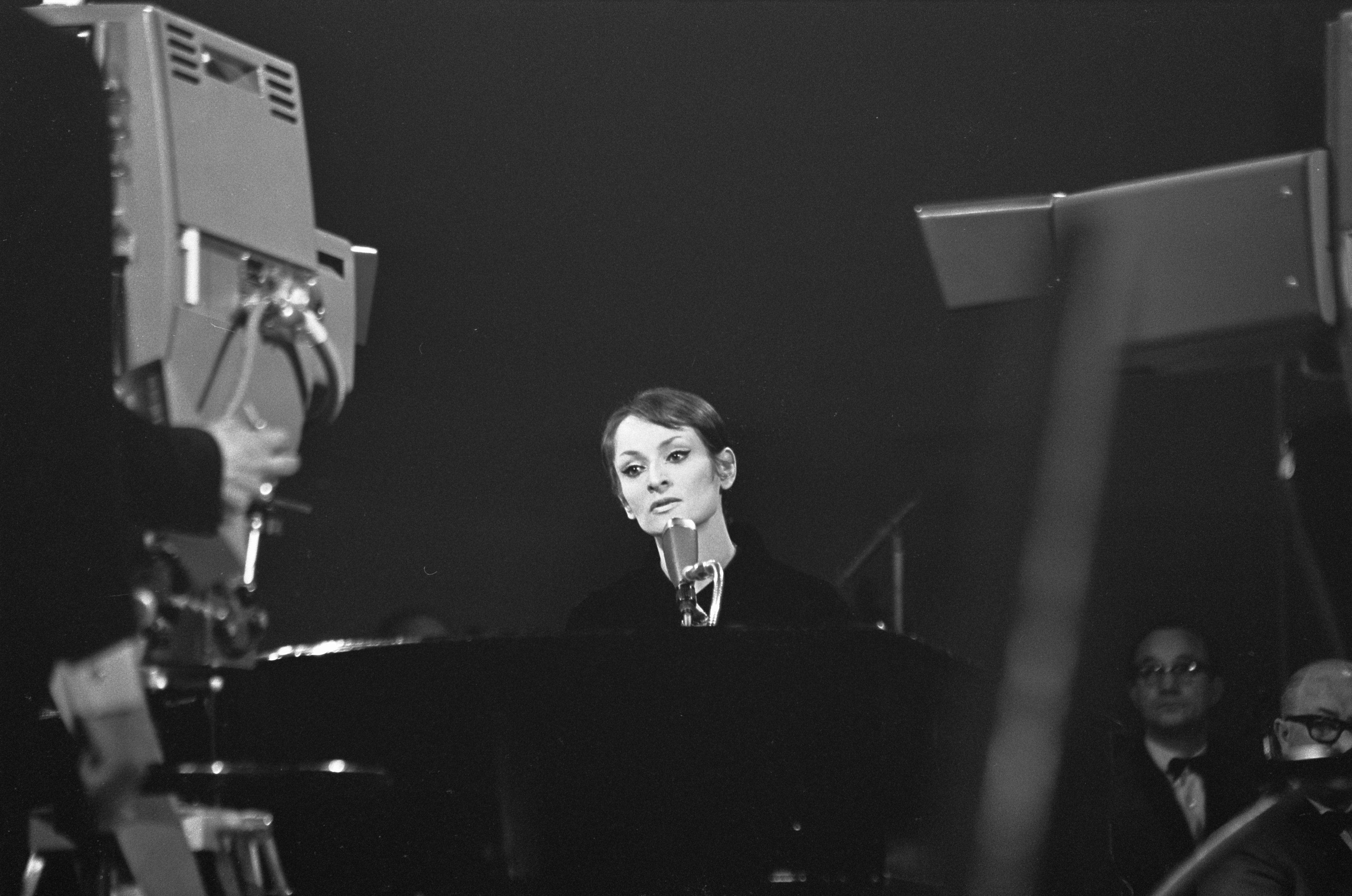
La chanteuse Barbara à l'époque où Michel Colombier était son chef d'orchestre.

Dans les années 1960, Michel Colombier est encore un « homme de l'ombre » mais sa personnalité s'affirme, et sa maîtrise des arrangements est de plus en plus recherchée par un nombre croissant de chanteurs et d'interprètes.
Le 21 mars 1966, à l'occasion de la 36e édition du Gala de l'Union des artistes à l'opéra Garnier, Colombier fait la rencontre de la chanteuse Barbara après son numéro où elle interprète Yesterday des Beatles, accompagnée par une chorale en robe de bure. Barbara lui propose alors de travailler pour elle, et dès l'année suivante, il devient son arrangeur et chef d'orchestre lors de ses concerts à l'Olympia, ainsi que sur les albums Ma plus belle histoire d'amour et Le Soleil noir. Pour ce dernier disque, Barbara accepte même de chanter Plus rien, un de ses textes qu'il a mis en musique.
Pour son onzième album de 1970, Barbara a besoin d'un titre supplémentaire afin de graver le disque, elle déniche alors un morceau plus ancien qu'elle avait enregistré sur une cassette qu'elle donne à son chauffeur. Ce dernier l'apporte à Colombier en lui disant : « il faut que vous en fassiez un tube. La patronne en a besoin ». Le morceau deviendra le fameux L'Aigle noir (orchestré pour plus de quarante musiciens) et donnera son titre à un album qui sera également arrangé et dirigé par le compositeur.
Barbara devient une amie intime du musicien, et elle lui confie l'année suivante le soin d'orchestrer La Fleur d'amour, puis Seule au début de la décennie suivante.

Colombier n'avait que des louanges à son sujet :

« Le talent de Barbara est inclassable, incomparable […]
 ce fut une collaboration merveilleuse. [Elle] me laissait carte blanche. En général, elle était toujours d'accord avec ce que je lui proposais. »

— Michel Colombier, Propos recueillis par Valérie Lehoux dans Chorus no 23.

#### Au cinéma, pour le ballet et le théâtre
En plus de ce travail d'arrangeur, Michel Colombier se lance dans l'écriture de bandes originales pour des films comme L'Amour avec des si de Claude Lelouch (pour lequel il arrange une musique de Danyel Gérard), Coplan, agent secret FX 18 de Maurice Cloche, et L'Arme à gauche de Claude Sautet  (les deux co-composés avec Eddie Barclay), ou encore Une souris chez les hommes de Jacques Poitrenaud (avec Guy Béart). Il travaille également pour le cinéma transalpin en composant la musique du film Un monde nouveau de Vittorio De Sica.
Puis il collabore avec le compositeur de musique concrète Pierre Henry sur la Messe pour le temps présent de Maurice Béjart, une création chorégraphique pour laquelle il imagine quatre jerks électroniques, dont le célèbre Psyché Rock qui marquera de son empreinte la scène techno et des DJ comme Fatboy Slim (qui en fera une version remix),,. Colombier écrira par la suite plusieurs autres musiques de ballets, entre autres pour les danseurs et chorégraphes Jean Babilée, Mikhaïl Barychnikov (à partir du milieu des années 1980) puis Twyla Tharp à New York,, sans oublier des travaux pour le théâtre comme sa version modernisée de la musique de scène qu'avait écrite Jean-Baptiste Lully pour Le Bourgeois gentilhomme de Molière, dans une nouvelle mise en scène de Jean-Louis Barrault à la Comédie-Française en décembre 1972.

#### Pour la radio et la télévision
À partir du milieu des années 1960, Michel Colombier compose plusieurs indicatifs pour des stations de radio (dont Europe no 1 et France Inter) ou pour la télévision. Il écrit notamment celui de l'émission Salut les copains sur Europe no 1, et crée le morceau instrumental The Big Team qui servira d'indicatif pour la série télévisée Dim Dam Dom,. Il fait aussi des apparitions régulières sur le petit écran en tant que chef d'orchestre pour l'Eurovision,, ou à l'occasion de quelques émissions de variétés diffusées sur l'ORTF.
Il crée également de nombreuses musiques publicitaires et pour les enregistrer, il n'hésite pas à recruter de jeunes interprètes qui deviendront plus tard de grandes vedettes de variété française, comme Alain Chamfort, Michel Berger et Véronique Sanson. On lui doit, entre autres, les fameux jingles : « des pâtes, des pâtes, oui mais des Panzani ! » pour la marque Panzani, ou encore : « C'est un déjeuner délicieux, Ba-na-nia » pour l'annonceur Banania.

#### Autres collaborations
Parallèlement à ses travaux pour Serge Gainsbourg et Barbara, il est contacté par Charles Trenet afin d'orchestrer huit titres de l'album Rachel, dans ta maison publié chez Barclay en 1966. Cette même année, il concocte des arrangements très pop pour le disque Maman j'ai peur du duo Brigitte Fontaine et Jacques Higelin, et contribue aussi à moderniser le son des EP Saucisson de cheval 1 et 2 et L'été où est-il ? / La question ne se pose pas du fantaisiste Boby Lapointe,. Le titre  Saucisson de cheval atteindra d'ailleurs la 13e place dans les hit-parades de l'époque.
Il arrange par ailleurs de très nombreux disques d'artistes à succès comme, entre autres, Dalida, Pascal Danel (pour diverses chansons des années 1960 comme celles du EP Avec un bout de crayon), France Gall, Juliette Gréco, Gérard Lenorman, Guy Marchand ou Dario Moreno. Il mettra également son talent au service de chanteuses nettement moins connues telles que Agnès Loti, Marjorie Noël ou Mary Christine (Tchad) (pour une poignée de titres enregistrés dans les années 1964-65 dont le EP C'est l'amour qui veut ça). Il signe aussi les orchestrations de deux chansons de Claude Nougaro sur son album Petit Taureau en 1967, dont la fameuse chanson titre, avant de le retrouver sur le disque Pacifique en 1989.

### Premier disque solo (1969)
La fin des années 1960 marque une étape importante dans l'itinéraire de Michel Colombier qui sort son premier album en solo Capot pointu, publié en 1969 par la maison de disques La compagnie. Ce disque offre un aperçu de toutes les facettes du musicien et propose un contenu éclectique qu'il a toujours revendiqué : « je ne suis pas complètement un homme de jazz, ni de rock, ni de classique mais un peu tout à la fois ».

### Installation temporaire aux États-Unis (1970)
Michel Colombier, qui avait déjà réalisé des orchestrations pour la chanteuse Petula Clark, est invité en fin d'année 1968 par cette dernière afin de l'accompagner en tant que directeur musical à Los Angeles, pour un spectacle destiné à la chaîne de télévision NBC,. Mais pour des raisons familiales, le compositeur doit rester plus de temps que prévu aux États-Unis où il travaille là-bas en tant qu'arrangeur pour des interprètes comme Paul Anka, et surtout en écrivant ses premières musiques pour la télévision et le cinéma américain. En 1970, il signe notamment la bande originale du film de science fiction Le Cerveau d'acier réalisé par Joseph Sargent. Il fait aussi des orchestrations pour Liza Minnelli, et arrange trois titres de l'album Sunflower du groupe californien The Beach Boys.

### Wings(1971)
En 1969, Michel Colombier arrange et dirige l'orchestre lors de la séance d'enregistrement des chansons que Petula Clark doit interpréter dans The Brass Are Comin', le show télévisé du trompettiste Herb Alpert. La chanteuse le présente à ce dernier, et les deux hommes deviennent très rapidement les meilleurs amis du monde,. Herb Alpert découvre dans la foulée son premier album Capot pointu et propose à son associé Jerry Moss (cofondateur avec lui du label A&M Records) de produire un nouveau disque métissant de la même façon musique symphonique, jazz rock et musique pop mais avec des moyens plus importants. Pour la première fois de sa carrière, Colombier a « carte blanche » et un budget quasi illimité pour déployer toute sa créativité musicale. Il lui faut plusieurs mois pour trouver l'inspiration et écrire la musique de cet album très ambitieux qui prendra le titre de Wings (« ailes »). L'enregistrement aura en partie lieu à Paris avec plus de cent musiciens (cordes, bois, cuivres et percussions), auxquels s'ajoutent des chœurs et de nombreux invités comme le chanteur Paul Williams (futur compositeur du fameux Phantom of the Paradise de Brian De Palma) qui signe toutes les paroles des chansons, mais aussi Bill Medley et même le trio à cordes du violoniste de jazz Jean-Luc Ponty.
L'album Wings se vendra peu, mais connaîtra un grand succès critique sur le plan international. Parfois qualifiée de « symphonie pop »,, l'œuvre obtiendra même le Grand Prix de l'Académie Charles-Cros. Certaines chansons comme All in All ou We Could Be Flying seront reprises par plusieurs interprètes, dont le chanteur anglo-saxon Scott Walker. Quant au morceau instrumental Emmanuel, l'avant-dernier titre de l'album, il servira d'indicatif pour le premier générique d'ouverture et de fermeture d'antenne de la chaîne de télévision Antenne 2, diffusé de 1975 à 1983. Inspiré de l'adagio du Concerto pour hautbois en ré mineur d'Alessandro Marcello, il accompagne les images d'un film d'animation d'une minute vingt-neuf secondes réalisé par Jean-Michel Folon, représentant des « bonshommes volants », apparaissant, puis disparaissant dans un ciel étoilé. Michel Colombier a intitulé cette musique Emmanuel en souvenir de son fils mort en bas âge,.

### Collaborations avec Jean-Pierre Melville et Philippe Labro (1971-1975)
En 1971, Michel Colombier rentre en France. Il est alors contacté par le réalisateur Jean-Pierre Melville qui cherche un nouveau compositeur pour son prochain long-métrage. Le musicien lui fait écouter la bande magnétique de son album Wings que le cinéaste trouve « remarquable ». Puis ce dernier le recrute pour écrire la musique de son film Un flic qui sort en 1972. Très influencée par le jazz, cette bande originale est essentiellement composée de pistes atmosphériques à la limite de l'abstraction, qui sont à peine audibles dans le film,. La partition comporte aussi le morceau Un monsieur distingué, qui emprunte à la piste Emmanuel de Wings ses couleurs orchestrales et un phrasé de hautbois particulièrement mélancolique,,, sans oublier la chanson C'est ainsi que les choses arrivent, que l'on entend dans le générique de fin et dont les paroles ont été signées par Charles Aznavour,.

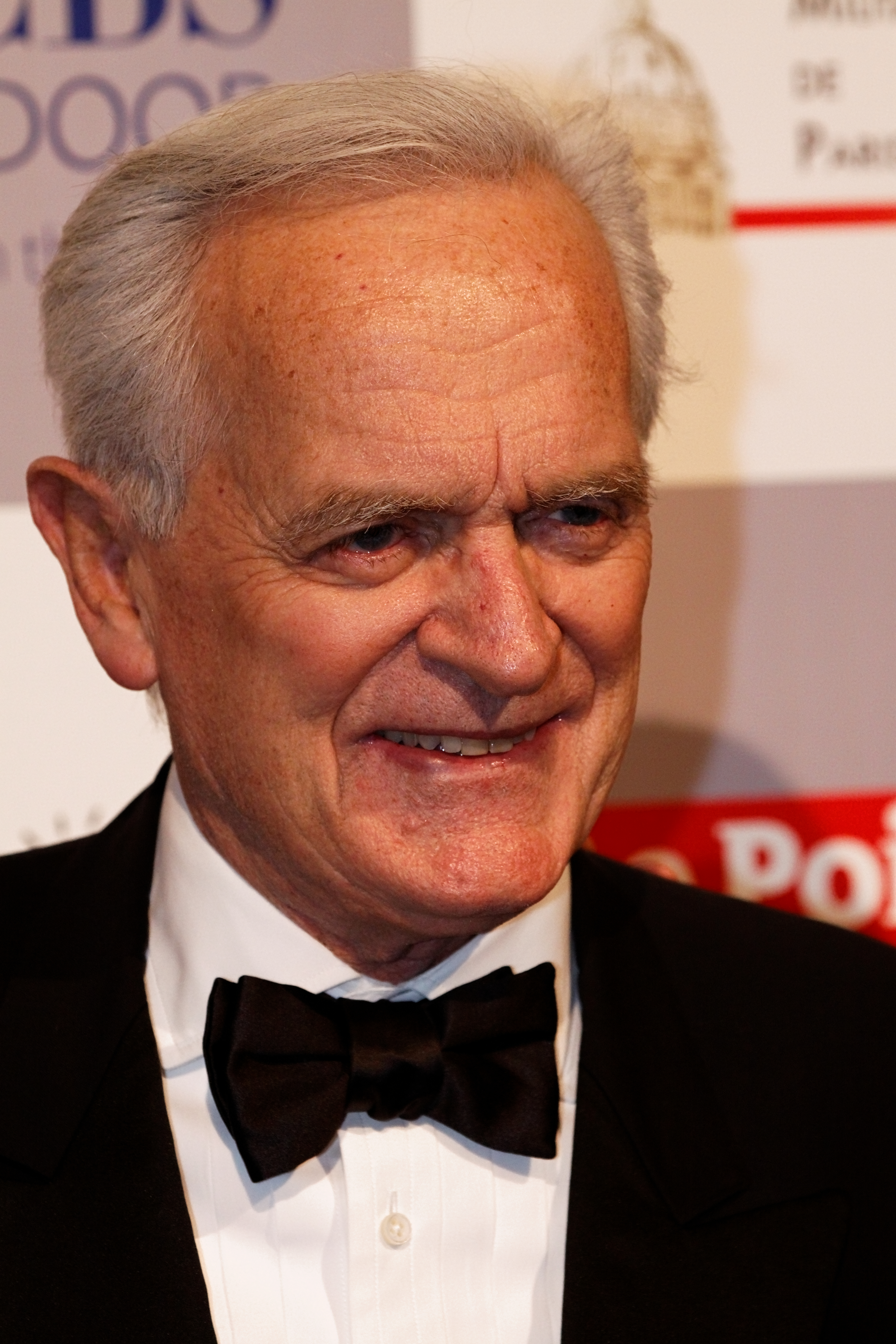
Le compositeur a travaillé à trois reprises pour le réalisateur Philippe Labro.

 Jean-Pierre Melville le recommande ensuite à son jeune ami Philippe Labro qui avait précédemment réalisé Sans mobile apparent. Labro rencontre Colombier, puis lui confie la musique de son troisième long-métrage L'Héritier. Pour ce film, le cinéaste désirait que le musicien écrive une partition qui reflète la personnalité à la fois puissante et fragile de l'homme d'affaires Bart Cordell, joué à l'écran par Jean-Paul Belmondo. Le courant passe très rapidement entre les deux hommes : ils sont de la même génération et apprécient tous deux le rock et le mode de vie américain.
La bande originale de L'Héritier se compose de « coups de poing » musicaux, qui oscillent entre un thème de jazz planant joué aux claviers et des riffs violents de cuivres accompagnés par une rythmique puissante propulsée par la basse du jeune Jannick Top (alors débutant) et la guitare électrique de Claude Engel,. Le film obtient un vif succès public, et fort de cette réussite, Labro fait encore appel à Colombier pour Le Hasard et la Violence dont la partition lyrique à base de cordes est très différente de celle de L'Héritier. Malgré une chanson de générique interprétée par le chanteur italien Drupi (très populaire à cette époque), Le Hasard et la Violence est un échec, mais Labro confiera tout de même à Colombier la musique de L'Alpagueur, son long-métrage suivant qui met à nouveau en vedette Jean-Paul Belmondo. La musique de ce film est plus percussive et repose, comme celle de L'Héritier, sur un thème très énergique écrit dans un style rock. Après L'Alpagueur, qui a rencontré un succès mitigé, Philippe Labro se détourne du monde du cinéma pour plusieurs années et les deux hommes se perdent de vue.
Entre-temps, en mars 1974, le compositeur fait la rencontre de Jacques Demy et commence à écrire le mois suivant la musique d'un projet de film musical qui deviendra Une chambre en ville. Il écrit également la bande originale des Onze Mille Verges, un film érotique de Éric Lipmann d'après Guillaume Apollinaire, qui sortira en 1975.

### Installation définitive à Los Angeles (1975)
Au printemps 1975, Michel Colombier décide de s'installer définitivement dans la ville de Los Angeles,, après que d'autres compositeurs de musique de film comme Maurice Jarre ou Michel Legrand eurent sauté le pas quelques années avant lui,. À l'époque, le musicien rencontrait des difficultés conjugales et vivait « des moments difficiles » dans son pays natal. Il a tout naturellement profité des opportunités que lui offrait l'industrie du cinéma hollywoodien pour s'« en échapper » et entamer une seconde carrière.
Le compositeur éprouvait aussi le besoin de mieux vivre de son métier en déplorant le peu de moyens mis à la disposition des musiciens de cinéma en France dans les années 1970, comparé aux meilleures conditions de travail octroyées par les studios américains.

### Retour aux arrangements et troisième album solo (1976-1980)
À partir de la fin des années 1970, Michel Colombier revient de plus en plus rarement en France, mais réalise de nombreuses orchestrations pour des artistes de variétés internationaux. Il écrit notamment les arrangements des albums The Painter (1976) de Paul Anka et Even in the Quietest Moments... (1977) du groupe Supertramp. Il fait ensuite la rencontre du chanteur Michel Polnareff, lui aussi installé depuis plusieurs années à Los Angeles, et pour qui il orchestre la chanson-titre de l'album Coucou me revoilou (1978). Deux ans plus tard, Colombier retravaillera avec Polnareff, sous le pseudonyme de Michael Dove, sur l'album Ménage à trois également enregistré à Los Angeles avec des musiciens de studio locaux,.
En 1979, il enregistre son troisième album solo sobrement intitulé Michel Colombier, et publié par Chrysalis Records, avec des vedettes du jazz comme le claviériste Herbie Hancock, les guitaristes Larry Carlton et Lee Ritenour, le bassiste Jaco Pastorius, le saxophoniste Michael Brecker, sans oublier l'Orchestre symphonique de Londres. Plus ancré dans son époque que Wings, le disque se compose essentiellement de pistes jazz-funk, entrecoupées parfois de morceaux symphoniques ou concertants,.

### Une chambre en ville(1981-1982)

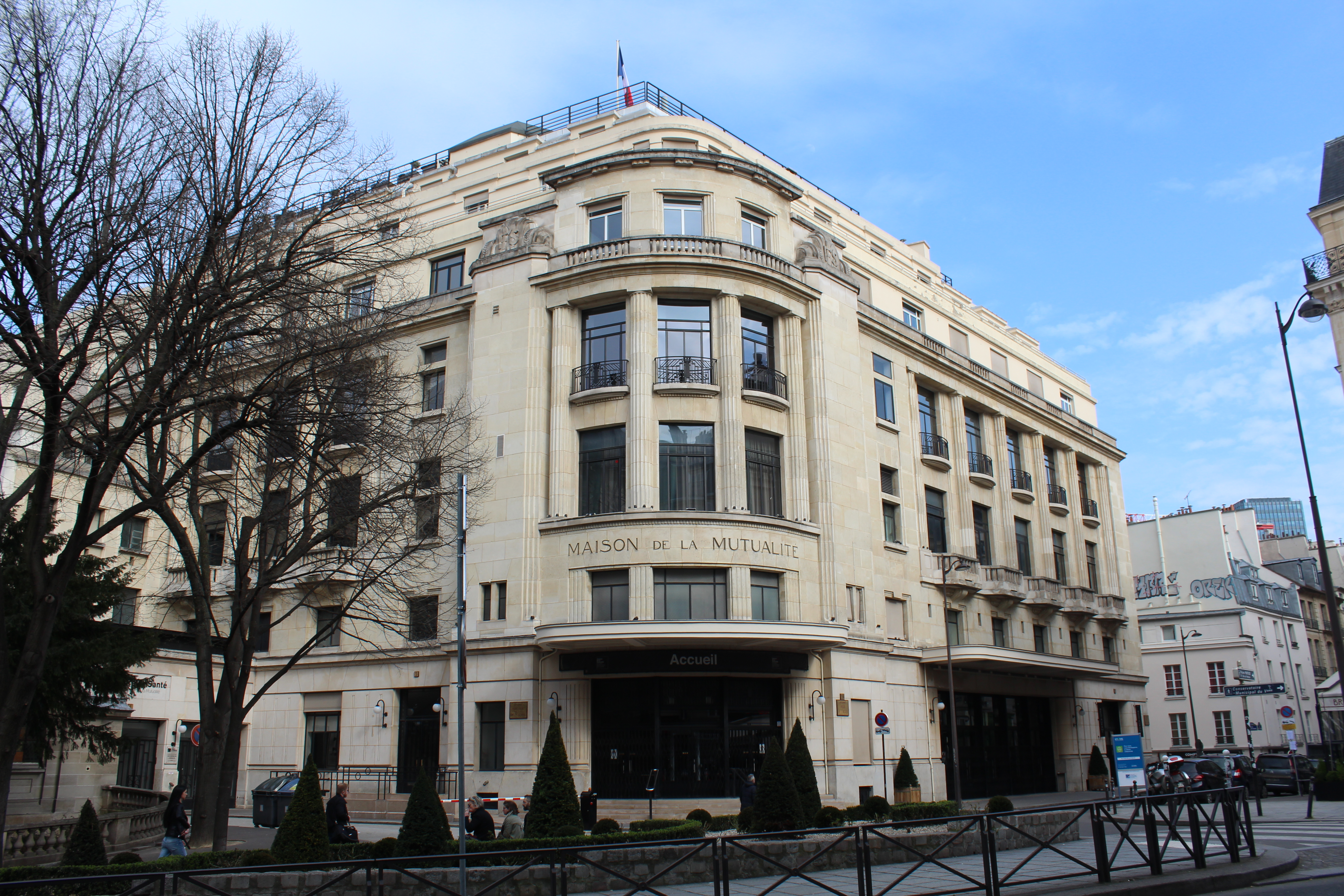
La musique symphonique du film Une chambre en ville a été enregistrée au Palais de la Mutualité.

Après avoir réalisé les arrangements de l'album Seule (1981) de son amie Barbara ; Michel Colombier orchestre pendant l'hiver 1981-1982 l'ambitieuse partition du film musical Une chambre en ville tourné par Jacques Demy, avec qui il avait travaillé durant un an au cours de la décennie précédente, après le refus de Michel Legrand d'en écrire la musique. Puis il l'enregistre à Paris en février 1982, en grande partie au Palais de la Mutualité où s'effectue la prise de son de l'orchestre symphonique dirigé par Colombier lui-même.
Considéré par plusieurs spécialistes comme le chef-d'œuvre de la carrière filmique de Michel Colombier,,,, Une chambre en ville propose une musique variée balançant entre envolées symphoniques marquées par l'opéra romantique italien et chansons influencées par la musique pop, mais ses dissonances et l'âpreté de ses cassures rythmiques ont désarçonné les spectateurs plus habitués aux mélodies séduisantes d'un Michel Legrand.

Malgré un accueil critique particulièrement enthousiaste, le mélodrame désenchanté de Demy est un échec public retentissant. Interrogé en 2001 par Christophe Conte, le musicien prendra cependant la chose avec philosophie : 

« Une chambre en ville a été un film incompris, les gens pensaient qu'il n'était question que de grèves. […] En même temps, il y a eu cette défense du film très touchante par […] les intellectuels à l'époque, on parlait de la profondeur de ma musique, et finalement […] je m'en sortais plutôt bien. »

— Michel Colombier

### Dernier album solo (1983)
En 1983, il prolonge l'esprit jazz fusion de Wings en élaborant son quatrième et dernier album solo Old Fool Back On Earth, qui est publié la même année sous la forme d'un double 33 tours par Columbia Records. Ce disque fait intervenir à nouveau l'Orchestre symphonique de Londres avec des solistes américains comme le saxophoniste Ernie Watts, et propose aussi plusieurs pièces appartenant plus spécifiquement à la musique classique comme les pistes Dolorosa, Nightbird ou Nuit et solitude (un nocturne post-romantique, qui sera créé sous une forme concertante par le trompettiste Thierry Caens à Lyon en 2004).
Moins connu que Wings, Old Fool Back On Earth va pourtant marquer plusieurs musiciens dont Michel Magne, l'ancien maître de Michel Colombier, qui lui écrira une lettre lui disant toute l'admiration qu'il portait à cette œuvre qui le rendait « jaloux comme un tigre », tout en lui donnant envie de composer à nouveau,. Un autre admirateur de cet album, Maurice White, fondateur et leader du groupe Earth, Wind and Fire, contacte Colombier pour qu'il participe à l'écriture de leur album Electric Universe qui sortira la même année.

### Un «Funky Frenchman» à Hollywood (1984-1999)
Selon ses proches mots, Colombier travaillait en France « à la bonne franquette » et lorsqu'il s'est installé aux États-Unis, il a découvert un univers beaucoup plus organisé. Le compositeur estimait qu'en plus du fait d'être de nationalité française, les Américains appréciaient son « côté inclassable » et son éclectisme. Il affirmait aussi avoir d'excellents rapports avec les musiciens afro-américains car ceux-ci trouvaient, entre autres, qu'il avait « un bon sens de la rythmique » ; ce qui lui vaudra d'être qualifié de « Funky Frenchman » (un « Français Funky »),,.
En 1984, il entame une collaboration avec le chanteur espagnol Julio Iglesias, et participe à l'album Emotion (en) de Barbra Streisand grâce à l'appui de Maurice White. Et c'est encore par l'intermédiaire de ce dernier que Colombier écrit la très grande majorité de la musique instrumentale du film Purple Rain, mettant en scène le célèbre chanteur Prince (qui en signe toutes les chansons),. La même année, il co-écrit, avec le guitariste Larry Carlton, la bande originale souvent mélancolique du film Contre toute attente de Taylor Hackford. L'année suivante, le même réalisateur lui confie aussi la musique du drame Soleil de nuit, pour lequel il fait une adaptation orchestrale de la Passacaille et fugue en do mineur de Jean-Sébastien Bach, afin d'accompagner le ballet Le Jeune Homme et la Mort au début du film.
À partir du milieu des années 1980, il va signer de nombreuses bandes originales de films et téléfilms, dotés souvent de budgets élevés, mais dont très peu étaient de qualité. Mais il se montre autant à l'aise dans des comédies comme Golden Child ou Y a-t-il quelqu'un pour tuer ma femme? que dans des thrillers comme Dernière Limite, ou bien dans des séries d'épouvante comme Les Contes de la crypte. Parallèlement, il n'oublie pas qu'il est aussi un musicien de tradition classique, notamment en orchestrant plusieurs pièces de compositeurs comme Debussy, Satie ou Stravinsky pour le saxophoniste soprano Branford Marsalis et l'ensemble English Chamber Orchestra en 1986,.
Contacté par des producteurs de la société Warner Brothers pour écrire la partition très funky du film d'action New Jack City (1991), il sympathise avec son réalisateur Mario Van Peebles qui l'engage également sur La Revanche de Jesse Lee (1993), un western dont la bande originale comporte, quant à elle, un important orchestre symphonique pour les scènes les plus spectaculaires, auquel s'ajoutent des sons synthétiques et un hymne traduit dans plusieurs langues africaines.

### Dernières années et redécouverte (2000-2003)

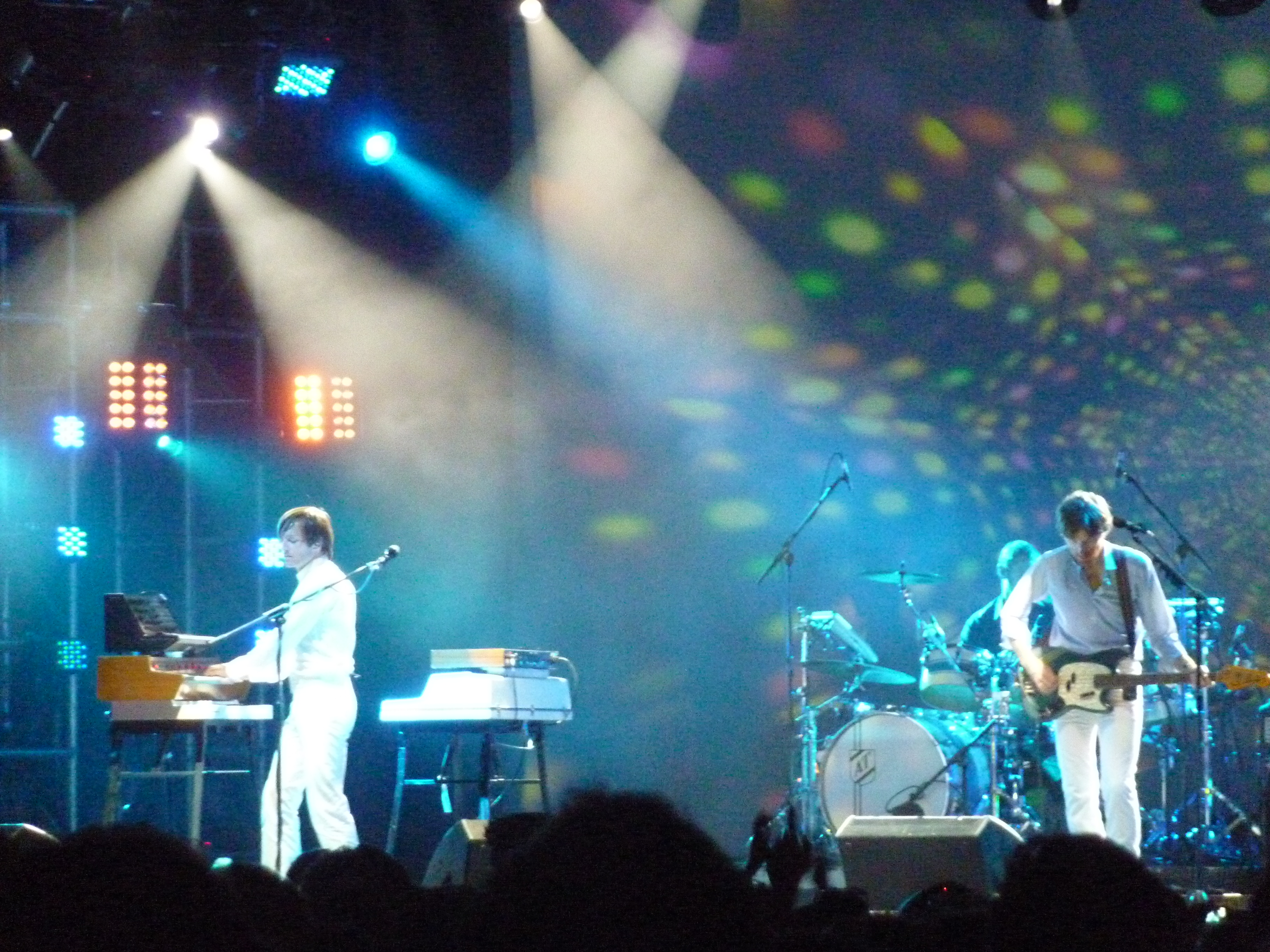
Le groupe Air collabore avec le musicien peu avant sa mort.

À  partir des années 2000, il est redécouvert par plusieurs producteurs et artistes plus jeunes qui n'hésitent pas à le solliciter. En 2000, c'est notamment lui qui se charge des arrangements de cordes sur le single Don't Tell Me, extrait de l'album Music de Madonna, qu'elle co-produit avec Mirwais. Le compositeur gardera une immense fierté d'avoir été choisi par Madonna. La star fera aussi appel à lui pour écrire la musique de la comédie romantique À la dérive (2002) de Guy Ritchie, dans laquelle elle joue le rôle principal. Même si ce remake du film italien Vers un destin insolite sur les flots bleus de l'été de Lina Wertmüller est un échec cuisant ; sa bande originale, qui évoque le flux et le reflux des vagues méditerranéennes fait partie des réussites du compositeur qui renoue ici avec sa veine la plus classique, et épure son écriture en s'inspirant du musicien estonien Arvo Pärt. Parallèlement, Madonna lui confie également les arrangements de cordes de son album American Life,.
En 2001, un des producteurs des studios Paramount lui offre l'opportunité de travailler sur la musique de la série télévisée Largo Winch d'après un personnage imaginé par Jean Van Hamme, qui avait déjà donné lieu à des romans et une série de bande dessinée très populaires,.
En novembre 2002, Michel Colombier retrouve Petula Clark, dont il a été le directeur musical de 1968 à 1972,, et pour laquelle il arrange trois chansons qu'il réalise avec le compositeur David Hadzis. L'une d'entre elles est un hommage à Serge Gainsbourg : La chanson de Gainsbourg et une autre est inspirée par les événements du 11 septembre 2001 : Recommencer à zéro (« Starting All Over Again »). Lors d'un passage à Los Angeles, le compositeur français Christophe Chassol l'appelle par téléphone pour lui demander conseil sur les techniques d'écriture musicale. Puis, en 2003, c'est Nicolas Godin, grand admirateur de la bande originale de L'Héritier et membre du groupe français Air, qui cherche à retrouver un son de trombone typique de Colombier pour leur prochain disque. Le groupe contacte ensuite le compositeur qui, après écoute, accepte de participer à leur album Talkie Walkie. Finalement, il a non seulement composé tous les arrangements de cordes présents sur l'enregistrement, mais il a également joué du piano sur le titre Biological.

### Décès et hommages
Il meurt à son domicile le 14 novembre 2004 à Santa Monica des suites d'un cancer, alors qu'il n'avait que 65 ans,, et est inhumé au Westwood Village Memorial Park Cemetery.
Quelques jours plus tard, le quotidien Le Monde rapporte qu'avant sa mort, il avait réalisé ses derniers arrangements de cordes pour l'album Let's Bottle Bohemia du groupe de rock irlandais The Thrills, et venait d'achever un Concerto pour deux pianos et orchestre, destiné aux concertistes Katia et Marielle Labèque. L'hebdomadaire Courrier international publie de son côté plusieurs hommages de la presse américaine dont le Los Angeles Times qui indique qu'il était considéré comme « le parrain de la fusion française », grâce à sa grande faculté d'adaptation. Jean-Claude Dubois, fondateur du Studio de la Grande Armée, a salué quant à lui, un « musicien d'exception, très en avance sur son temps ».

## Vie privée
Il a six enfants, issus de différentes unions. À sa mort, il lègue intégralement son héritage à sa dernière épouse et à ses deux dernières filles par un trust familial, un partage possible par la loi californienne. Les quatre autres enfants contestèrent cette disposition et utilisent les moyens judiciaires pour percevoir la réserve héréditaire. Ils sont déboutés par la Cour de cassation en 2017, marquée par l'évolution du droit sur ce sujet. La procédure influence aussi celle concernant Maurice Jarre.

## Œuvres de concert
Bien que le nom de Michel Colombier soit plus associé à ses musiques de films ou à certaines de ses musiques de ballets, il a également composé de nombreuses pièces de musique savante pour des formations variées, dont quatre concertos et quatre opéras-vidéos. En voici une liste non exhaustive :

### Musique de chambre
- 1964 : Quatuor en la, pour quatuor de trombones
- 1968 : Sextuor opus 335, pour quintette de cuivres et orgue
- 1984 : Quadrachrome, quatuor à cordes

### Musique concertante
- 1970 : Emmanuel, pour hautbois (saxophone ou harmonica) et orchestre
- 1975 : Stanislas, concerto pour cordes
- 1978 : Bird Song, pour saxophone et orchestre
- 1978 : Spring (the birth of), pour piano électrique, guitare électrique, basse fretless et orchestre
- 1978 : Autumn Land, pour piano et orchestre
- 1982 : Dolorosa, pour piano et orchestre
- 1983 : Nightbird, concerto pour saxophone et orchestre
- 1986 : Suite française, concerto pour quintette de cuivres, orchestre à cordes et percussion
- 1991 : Trois mouvements en forme de sièges, double concerto pour trombone et tuba

### Musique symphonique
- 1963 : Trois mouvements dans le style classique, pour orchestre à cordes
- 1970 : Wings, pour orchestre, chœurs, voix, ensemble jazz-rock et trio à cordes électrifié
- 1982 : Nuit et Solitude, adagio pour orchestre
- 1983 : La couleur du temps, pour petit orchestre
- 1983 : Une chambre en ville, suite symphonique d'après la musique du film de Jacques Demy
- 1984 : Staccato, pour orchestre
- 1992 : Celebration, huit danses pour orchestre et chœurs

### Orchestrations et arrangements
- 1986 : 3e gymnopédie, adaptation de la pièce d'Erik Satie pour saxophone et orchestre
- 1986 : L'Isle joyeuse, adaptation de la pièce de Claude Debussy pour saxophone et orchestre
- 1986 : 1re arabesque,  adaptation de la pièce de Claude Debussy pour saxophone et orchestre

### Opéras-vidéos
- La nuit de Juillet, pour un narrateur, quintette de cuivres, chœurs, synthétiseurs, quatuor à cordes et ensemble de percussions
- Letters from Below (d'après une œuvre de Kathleen Wakefield), pour deux narrateurs, un danseur, trois vocalistes principaux, percussions, ensemble rock, synthétiseur et orchestre
- Death of a Nation, pour un narrateur, cinq chanteurs principaux et grand orchestre
- Jason, pour un narrateur, trois vocalistes, ensemble rock et orchestre

## Ballets
- 1967 : Messe pour le temps présent, chorégraphie de Maurice Béjart (co-composé avec Pierre Henry)
- 1974 : Fight, chorégraphie de Dirk Sanders, avec Jean Babilée et le Ballet de l'Opéra national du Rhin
- 1985 : Le Jeune Homme et la Mort, chorégraphie de Roland Petit, avec Mikhail Baryshnikov (adapté de Jean-Sébastien Bach)
- 1986 : California Kiss, chorégraphie de Twyla Tharp, avec la Twyla Tharp Dance Company
- 1987 : The Rabbit's Fur, chorégraphie de Twyla Tharp, avec la Twyla Tharp Dance Company
- 1989 : The Rules of the Game, chorégraphie de Twyla Tharp, avec le Ballet de l'Opéra national de Paris
- 1990 : A Brief Fling, chorégraphie de Twyla Tharp, avec l'American Ballet Theatre
- 1991 : Read my Hips, chorégraphie de Daniel Ezralow, avec la Hubbard Street Dance Company
- 1992 : Ballet de la neige et du vent, chorégraphie de Daniel Ezralow, avec Daniel Ezralow
- 1993 : Trazom!, dirigé par Daniel Ezralow
- 1995 : Tour of Holland, chorégraphie de Daniel Ezralow, avec Daniel Ezralow
- 1998 : Mandala, chorégraphie de Daniel Ezralow, avec Daniel Ezralow
- 1999 : Catapult, chorégraphie de Diavolo, avec Jacques Heim

## Chansons
(liste non exhaustive)
- Saucisson de cheval, interprétée par Boby Lapointe (1966)
- Dady da da, interprétée par France Gall (1968)
- Manon, interprétée et co-composée par Serge Gainsbourg (1968)
- L'herbe tendre, interprétée par Serge Gainsbourg (co-compositeur) et Michel Simon (1968)
- Requiem pour un con, interprétée et co-composée par Serge Gainsbourg (1968)
- Plus rien, interprétée par Barbara (1968)
- Elisa, interprétée et co-composée par Serge Gainsbourg (1969)
- Beautiful sounds, interprétée par Petula Clark (1970)
- All in All, interprétée par Herb Alpert (1971)
- We could be flying, interprétée par Lani Hall (1971)
- Doesn't anybody know, interprétée par Paul Williams (1971)
- Samba Michel, interprétée par Flora Purim (1978)
- Five four, interprétée par Flora Purim (1978)
- La déraison, interprétée et co-composée par Barbara (1981)
- You try to find a love, interprétée par Bill Withers (1985)
- Toulouse to win, interprétée par Claude Nougaro (1989)
- Le cri de Tarzan, interprétée par Claude Nougaro (1989)

## Discographie
(hors musique de films)
- 1969 : Capot pointu, production La Compagnie, 33 tours
- 1971 : Wings, production A&M Records, 33 tours
- 1979 : Michel Colombier, production Chrysalis, 33 tours
- 1983 : Old Fool Back On Earth, production Columbia, double 33 tours

## Publications
- (en) The World of Music : The Piano, vol. 1, de Michel  Colombier, VHS, 96 minVidéo éducative réalisée avec Edie Lehmann et destinée à des étudiants en musique. La cassette vidéo est accompagnée d'un livre de 72 pages.

## Filmographie

### Cinéma

#### Longs métrages
- 1964 : Coplan, agent secret FX 18 de Maurice Cloche (avec Eddie Barclay)
- 1964 : Un drôle de caïd (Une souris chez les hommes) de Jacques Poitrenaud (avec Guy Béart)
- 1964 : Un trou dans la Lune (he) (Hor B'Levana) de Uri Zohar
- 1965 : La Famille Hernandez de Geneviève Baïlac (avec Francisco Grau-Carillo)
- 1965 : L'Arme à gauche de Claude Sautet (avec Eddie Barclay)
- 1965 : L'Or du duc de Jacques Baratier et Bernard Toublanc-Michel
- 1965 : Marie-Chantal contre Dr Kha de Claude Chabrol (avec Pierre Jansen et Grégorio Garcia-Segura)
- 1966 : Un monde nouveau de Vittorio De Sica
- 1966 : Carré de dames pour un as de Jacques Poitrenaud (avec Serge Gainsbourg) (non crédité)
- 1966 : L'Espion de Raoul Lévy (avec Serge Gainsbourg)
- 1966 : Le Jardinier d'Argenteuil de Jean-Paul Le Chanois (avec Serge Gainsbourg)
- 1967 : Toutes folles de lui de Norbert Carbonnaux  (avec Serge Gainsbourg) (non crédité)
- 1967 : Si j'étais un espion de Bertrand Blier (avec Serge Gainsbourg) (non crédité)
- 1967 : L'Horizon de Jacques Rouffio (avec Serge Gainsbourg) (non crédité)
- 1967 : L'Une et l'Autre de René Allio (avec Serge Gainsbourg) (non crédité)
- 1968 : Chaque bâtard est un roi (Kol Mamzer Melech) de Uri Zohar
- 1968 : Être libre (film collectif)
- 1968 : Happening de Marc Boureau (avec Pierre Jansen)
- 1968 : La Femme écarlate de Jean Valère
- 1968 : Le Pacha de Georges Lautner (avec Serge Gainsbourg)
- 1968 : Manon 70 de Jean Aurel (avec Serge Gainsbourg) (non crédité)
- 1968 : Ce sacré grand-père de Jacques Poitrenaud (avec Serge Gainsbourg)
- 1969 : Mister Freedom de William Klein (avec Serge Gainsbourg)
- 1970 : Le Cerveau d'acier (Colossus: The Forbin Project) de Joseph Sargent
- 1971 : Les Assassins de l'ordre de Marcel Carné (avec Pierre Henry)
- 1972 : Un flic de Jean-Pierre Melville
- 1973 : Les cartes ne mentent jamais (Tarot) de José María Forqué
- 1973 : L'Héritier de Philippe Labro
- 1974 : Le Hasard et la Violence de Philippe Labro
- 1974 : Paul et Michèle (Paul and Michelle) de Lewis Gilbert
- 1974 : Les Onze mille verges d'Éric Lipmann
- 1976 : L'Alpagueur de Philippe Labro
- 1977 : Le Couple témoin de William Klein
- 1977 : le Convoi de la peur (Sorcerer) de William Friedkin (musique de Tangerine Dream) (musique additionnelle)
- 1979 : Des nerfs d'acier (en) (Steel) de Steve Carver
- 1982 : Une chambre en ville de Jacques Demy
- 1984 : Contre toute attente (Against All Odds) de Taylor Hackford (avec Larry Carlton)
- 1984 : Purple Rain de Albert Magnoli
- 1985 : Soleil de nuit (White Nights) de Taylor Hackford
- 1986 : Une baraque à tout casser (The Money Pit) de Richard Benjamin
- 1986 : Y a-t-il quelqu'un pour tuer ma femme? (Ruthless People) de Jerry Zucker, Jim Abrahams et David Zucker
- 1986 : Golden Child - L'Enfant sacré du Tibet (The Golden Child) de Michael Ritchie
- 1987 : Cordes et Discordes (Surrender) de Jerry Belson
- 1987 : Duo de choc (The Wild Pair) de Beau Bridges (musique de John Debney) (non crédité)
- 1988 : Parle à mon psy, ma tête est malade (The Couch Trip) de Michael Ritchie
- 1988 : Cop de James B. Harris
- 1988 : Satisfaction de Joan Freeman
- 1988 : In extremis de Olivier Lorsac (avec Olivier Lorsac)
- 1988 : The Wizard of Loneliness de Jenny Bowen
- 1989 : Mais qui est Harry Crumb ? (Who's Harry Crumb?) de Paul Flaherty
- 1989 : Out Cold de Malcolm Mowbray (en)
- 1989 : Loverboy de Joan Micklin Silver
- 1989 : Astérix et le Coup du menhir de Philippe Grimond
- 1990 : Une trop belle cible (Catchfire) de Dennis Hopper (musique de Curt Sobel (en)) (non crédité)
- 1990 : Midnight Cabaret de Pece Dingo (vidéo)
- 1990 : Double Jeu (Impulse) de Sondra Locke
- 1991 : Le Vent sombre (The Dark Wind) de Errol Morris
- 1991 : New Jack City de Mario Van Peebles (avec Vassal Benford)
- 1991 : Hit Man, un tueur (Diary of a Hitman) de Roy London
- 1991 : Strictly Business de Kevin Hooks et Rolando Hudson
- 1992 : Dernière Limite (Deep Cover) de Bill Duke
- 1992 : Folks! de Ted Kotcheff
- 1993 : La Revanche de Jesse Lee (Posse) de Mario Van Peebles
- 1993 : The Program de David S. Ward
- 1994 : Les Indians 2 (Major League II) de David S. Ward
- 1995 : Élisa de Jean Becker (musique de Zbigniew Preisner)
- 1995 : L'Univers de Jacques Demy (documentaire) d'Agnès Varda
- 1996 : Barb Wire de David Hogan
- 1996 : Foxfire d'Annette Haywood-Carter
- 1997 : Voici Wally Sparks (en) (Meet Wally Sparks) de Peter Baldwin
- 1998 : In and Out of Fashion (documentaire) de William Klein
- 1998 : Claudine's Return d'Antonio Tibaldi
- 1998 : Woo de Daisy von Scherler Mayer
- 1998 : Sans complexes (How Stella Got Her Groove Back) de Kevin Rodney Sullivan
- 1999 : Pros & Cons de Boris Damast
- 1999 : Trippin' (en) de David Raynr (avec Flip Floyd Wilcox)
- 2000 : Dark Summer (Innocents) de Gregory Marquette
- 2000 : Running on the Sun: The Badwater 135 (documentaire) de Mel Stuart
- 2000 : Les Embrouilles de Will (Screwed) de Scott Alexander et Larry Karaszewski
- 2002 : À la dérive (Swept Away) de Guy Ritchie
- 2003 : Mandala. The Journey of a Dancer: Daniel Ezralow (documentaire) de Guido Santi

#### Courts métrages
- 1965 : Flashes Festival de Charles Gérard
- 1968 : Giraglia de Thierry Vincens-Fargo
- 1968 : La voix de Pierre Montazel
- 1970 : La plus noble conquête de la femme de Christian van Ryswyck
- 1975 : Indicatif d'ouverture d'antenne d'Antenne 2 de Jean-Michel Folon
- 2000 : Next Stop, Eternity de Yasmine Golchan

### Télévision

#### Téléfilms
- 1967 : Julie de Chaverny ou la Double Méprise de Jean-Pierre Marchand
- 1968 : Puce de Jacques Audoir
- 1969 : The Last of the Powerseekers de Paul Henreid
- 1970 : The Other Man de Richard A. Colla
- 1972 : La Tête à l'envers de Jean-Pierre Marchand
- 1973 : Le Lever de rideau de Jean-Pierre Marchand
- 1979 : La Onzième victime (11th Victim) de Jonathan Kaplan
- 1986 : Deux millions de dollars aux Caraïbes (Florida Straits) de Mike Hodges
- 1987 : Desperado de Virgil W. Vogel
- 1988 : Desperado: Le retour de Duell McCall (The return of Desperado) de E.W. Swackhamer
- 1988 : Desperado: Avalanche at Devil's Ridge de Richard Compton
- 1989 : Desperado: The Outlaw Wars de E.W. Swackhamer
- 1989 : Desperado: Badlands Justice de E.W. Swackhamer
- 1990 : Enterré vivant (Buried Alive) de Frank Darabont
- 1990 : Sudie and Simpson de Joan Tewkesbury
- 1990 : Meurtre en vidéo (The Fatal Image) de Thomas J. Wright
- 1991 : Fatal Exposure d'Alan Metzger
- 1991 : Tagget de Richard T. Heffron
- 1991 : Fever de Larry Elikann
- 1991 : Cat's les tueurs d'hommes (Strays) de John McPherson
- 1992 : Dirty Work de John McPherson et Jonathan B. Taylor
- 1993 : Fade to Black de John McPherson
- 1993 : Daybreak de Stephen Tolkin
- 1994 : La proie des ombres (Out of Darkness) de Larry Elikann
- 1994 : Randonnée infernale (Incident at Deception Ridge) de John McPherson
- 1996 : Mary et Tim (Mary & Tim) de Glenn Jordan
- 1997 : Meurtres en mémoires (Murder in My Mind) de Robert Iscove
- 1997 : Enterré vivant 2 (en) (Buried Alive II) de Tim Matheson
- 1997 : The Right Connections de Chuck Vinson
- 1997 : Color of Justice de Jeremy Kagan
- 1998 : Scattering Dad de Joan Tewkesbury
- 1998 : Sur la route du souvenir (The Long Way Home) de Glenn Jordan
- 1999 : Freak City de Lynne Littman
- 2001 : Warden of Red Rock de Stephen Gyllenhaal
- 2003 : Deacons for Defense de Bill Duke

#### Séries télévisées
- 1965-1971 : Dim Dam Dom (série télévisée documentaire) (71 épisodes)
- 1967 : Vidocq de Marcel Bluwal et Claude Loursais (avec Serge Gainsbourg)
- 1969 : The Survivors
- 1970 : Les Règles du jeu (The Name of the Game) (épisode The Tradition)
- 1977 : The Rhinemann Exchange (feuilleton télévisé en 3 épisodes)
- 1978 : What Really Happened to the Class of '65? (épisode Class Athlete)
- 1985-1986 : Alfred Hitchcock présente (6 épisodes)
- 1987 : Shell Game (en)
- 1987 : Double Switch
- 1990 : Les Contes de la crypte (Tales from the Crypt) (série télévisée) (épisode Lower Berth)
- 1999 : Sabrina, Down Under
- 2001 : Resurrection  (Messiah) (mini-série en 2 épisodes)
- 2002 : Messiah 2: Vengeance Is Mine (mini-série en 2 épisodes)
- 2001-2003 : Largo Winch (10 épisodes)

## Distinctions

### César
- César 1983 : Nomination au César de la meilleure musique originale pour le film Une chambre en ville
- César 1996 : César de la meilleure musique originale pour le film Élisa (avec Zbigniew Preisner et Serge Gainsbourg à titre posthume)

### Grammy Awards
- 1972 : Meilleur arrangement instrumental pour le morceau Earth de l'album Wings[144]
- 1972 : Meilleur arrangement d'un accompagnement vocal pour le morceau Freedom & Fear de l'album Wings[144]
- 1972 : Meilleur enregistrement pour l'album Wings[144]
- 1985 : Nomination à la meilleure bande originale pour le film Contre toute attente (Against All Odds)

### Golden Globes
- 1986 : Nomination au Golden Globe de la meilleure musique de film pour le film Soleil de nuit (White Nights)

### Autres récompenses
- 1971 : Meilleure production du Edison Prize (nl) pour l'album Wings
- 1972 : Grand prix de l'Académie Charles-Cros pour l'album Wings
- 1985 : Meilleure bande originale aux People's Choice Awards pour la musique du film Purple Rain (co-lauréat avec Prince)
- 1988 : Prix de la musique symphonique légère de la Sacem[145]

Sources : Sauf indication contraire ou complémentaire, les informations ci-dessus proviennent de l'ouvrage Les Arrangeurs de la chanson française de Serge Elhaïk.

#### Ouvrages
- Michel Chion, La musique au cinéma, Fayard, 1995, 475 p. (ISBN 978-2-21359-466-8).
- Gérard Dastugue, « Entretien avec Michel Colombier », dans Jérôme Rossi (dir.), La musique de film en France : courants, spécificités, évolutions, Symétrie, 2016 (ISBN 978-2-914373-98-2), p. 397-403. .
- Serge Elhaïk, Les Arrangeurs de la chanson française : 200 rencontres, Textuel, 2018 (ISBN 978-2-84597-655-9), « Michel Colombier », p. 528-547. .
- (en) Thomas Hischak, The encyclopedia of film composers, Rowman & Littlefield, 2015 (ISBN 978-1442245495), « Michel Colombier », p. 133-136.
- Jean-François Houben, 1 000 compositeurs de cinéma, Le Cerf/Corlet, coll. « Septième Art », 2002 (ISBN 2-204-06989-2), p. 153-155.
- Alain Lacombe et François Porcile, Les musiques du cinéma français, Bordas, 1995, 328 p. (ISBN 978-2-04019-792-6).
- Vincent Perrot, B.O.F. : Musiques et compositeurs du cinéma français, Dreamland, 2002, 304 p. (ISBN 2-910027-93-7).

#### Articles
- Michel Chion, « Profession, compositeur : entretien avec Michel Colombier », Cahiers du cinéma, no 342,‎ décembre 1982, p. III-V (ISSN 0008-011X) — paru dans l'encart Le Journal des Cahiers du cinéma, no 29.
- Christophe Conte, « L'aventurier : rencontre avec Michel Colombier », Les Inrockuptibles, hors-série « L'histoire des musiques de films »,‎ 2018, p. 48-49 (ISSN 0298-3788, lire en ligne). .
- Jean-Yves Guilleux, « Michel Colombier, the Funky Frenchman », Schnock, no 14,‎ printemps 2015, p. 112-119 (ISSN 2117-3052).
- Stéphane Jarno, « Requiem pour un son : hommage au compositeur Michel Colombier », Télérama, no 2864,‎ 1er décembre 2004, p. 70 (ISSN 0040-2699).
- Alain Lacombe (dir.) et Guy Hennebelle, « Table ronde : cinéastes et musiciens, avec Michel Colombier, Georges Delerue et Jacques Demy », Écran, no 39,‎ 15 septembre 1975, p. 11-16.
- Valérie Lehoux, « Dossier spécial Barbara : Interview de Michel Colombier », Chorus, no 23,‎ printemps 1998, p. 89 (ISSN 1241-7076). .
- Stéphane Lerouge, « Michel Colombier : de Paris à L.A., un voyage intérieur », Notes, la revue de la Sacem/SDRM, no 151,‎ juin 1997, p. 34-35.
- Olivier Lorsac, « Colombier, la profusion », Globe, no 16,‎ avril 1987.
- Philippe Monthaye, « Michel Colombier, la dernière séance », Cinéfonia Magazine, no 10,‎ février 2005, p. 70-72.
- (en) Thomas Sanfilip et Jörg Kremer, « Interview with Michel Colombier », Film Score Monthly, vol. 1, no 71,‎ juillet 1996, p. 8-11 (lire en ligne).